# Räköken
Räköken är en sjö i Arvika kommun i Värmland och ingår i Göta älvs huvudavrinningsområde. Sjön är 29 meter djup, har en yta på 1,65 kvadratkilometer och befinner sig 123,2 meter över havet. Sjön avvattnas av vattendraget Räkökenån. Vid provfiske har bland annat abborre, gers, gädda och löja fångats i sjön.

## Delavrinningsområde
Räköken ingår i det delavrinningsområde (664479-131393) som SMHI kallar för Utloppet av Räköken. Medelhöjden är 140 meter över havet och ytan är 9,16 kvadratkilometer. Det finns ett avrinningsområde uppströms, och räknas det in blir den ackumulerade arean 21,05 kvadratkilometer. Räkökenån som avvattnar avrinningsområdet har biflödesordning 4, vilket innebär att vattnet flödar genom totalt 4 vattendrag innan det når havet efter 299 kilometer. Avrinningsområdet består mestadels av skog (62 procent) och sankmarker (15 procent). Avrinningsområdet har 1,64 kvadratkilometer vattenytor vilket ger det en sjöprocent på 17,9 procent.

## Fisk
Vid provfiske har följande fisk fångats i sjön:
- Abborre
- Gärs
- Gädda
- Löja
- Mört
- Sarv